# Калмаков, Андрей Леонидович
Андрей Леонидович Калмаков (род. 11 сентября 1970) — советский и российский спортсмен (шашки). Гроссмейстер. Бронзовый призёр личного чемпионата Европы (1995). Победитель европейского отборочного турнира к ЧМ (2009). Чемпион России (1994, 1995, 2005 — молниеносная игра, 2011 — быстрая игра). Неоднократный победитель командного чемпионата России. Выступая за шашечный клуб «Мельком» становился чемпионом страны (1999).
Участник чемпионата мира 2021 года - пятое место в полуфинале.
Проживает в Твери.
Говоря о самой памятной партии говорил:
- Когда поступил в Белорусский институт физической культуры, принял участие в чемпионате Белоруссии. В ту пору я был неизвестным кандидатом в мастера спорта. За доской встретился с четырёхкратным чемпионом мира международным гроссмейстером Анатолием Гантваргом и в хорошем стиле нанес ему поражение. После партии Гантварг сокрушался: «Как такое могло быть»? Я на равных разыграл дебют, а в миттельшпиле уже все было закончено, из-за неизбежных материальных потерь маститый гроссмейстер капитулировал. В этой партии Гантварг пошел на острую игру, я вызов принял, не дал слабины, нигде не ошибся.